# Colegio de Comendadores Juristas de San Ramón Nonato
El Colegio de Comendadores Juristas de San Ramón Nonato, conocido como el Colegio de San Ramón, fue una institución educativa establecida a mediados del siglo XVII en el barrio de la Merced del actual Centro Histórico de la Ciudad de México. El colegio funcionó casi dos siglos hasta su cierre definitivo en 1840. Del edificio construido para albergarlo, sólo se conserva la portada, algunos relieves y muros, incorporados a una construcción de mediados del siglo XX.

## Historia
Su fundador fue el religioso mercedario Fray Alonso Énriquez de Toledo y Armendáriz, quien fue nombrado obispo de Santiago de Cuba de 1611 a 1623 y obispo de Michoacán de 1623 hasta su muerte el 5 de diciembre de 1628. Poco antes de morir dispuso la fundación de un Colegio en la Ciudad de México bajo la advocación de San Ramón Nonato y el patronato de la provincia de la Orden de la Merced de México, destinando al mismo tiempo rentas para su sostenimiento; y estableció los estatutos del colegio, de los cuales destacaba una beca para que 5 alumnos del obispado de Michoacán y 3 del obispado de La Habana estudiaran en él. Sin embargo, los mercedarios no cumplieron con la disposición, ante lo cual el virrey duque de Alburquerque los conminó a la fundación del Colegio y el cumplimiento de las disposiciones del obispo Enríquez de Toledo. Los mercedarios adquirieron y acondicionaron unas casas junto a la Iglesia de Nuestra Señora de Valvanera y el colegio abrió formalmente el 12 de marzo de 1654.
A mediados del siglo XVIII fue necesario rehacer el edificio, el cual fue terminado en 1754, fecha que aparece en el dintel de la portada; a principios del siglo XIX fue agregado al Colegio de San Juan de Letrán al no poderse sostener  con sus recursos. Fue suprimido en 1840, poco antes de la desaparición del colegio de San Juan de Letrán.
El edificio fue declarado monumento histórico el 9 de febrero de 1931, sin embargo en la misma década fue demolido para construir un edificio destinado a vivienda para personas de escasos recursos, del antiguo edificio solo se conservó la portada con el escudo de armas de su fundador y algunos muros, integrados a la nueva construcción.
| La portada del edificio antes y después de su demolición |                             |
|                                                          |                             |
| Portada del edificio a principios del siglo XX           | Portada actual del edificio |